# Isépy István
Isépy István (Budapest, 1942. július 8. – 2022. november 8.) magyar biológus, botanikus, a biológiai tudományok kandidátusa (MTA), egyetemi docens. Az Eötvös Loránd Tudományegyetem Füvészkert igazgatója, a Magyar Arborétumok és Botanikus Kertek Szövetségének alapító tagja.

## Életpályája
Tanulmányait a XII. kerületi Márvány utcai Általános Iskolában kezdte. Budapesten a József Attila Gimnáziumban érettségizett. 1966-ban az Eötvös Loránd Tudományegyetem Természettudományi Kar biológia-kémia szakos tanári diplomát szerzett. 1969-ben egyetemi doktori fokozatot szerzett az ELTE-n. 1982-ben a Magyar Tudományos Akadémia biológiai tudományok kandidátusa címet szerezte meg.
1966-ban a Eötvös Loránd Tudományegyetem Botanikus Kert Kutatórészlegénél tudományos segédmunkatárs, majd munkatárs lett MTA státuszban.
1981-ben az Eötvös Loránd Tudományegyetem Botanikus kert állományába került át Priszter Szaniszló igazgatóhoz egyetemi adjunktusként. 1982-től docens lett.
1981–2005 között az Eötvös Loránd Tudományegyetem Botanikus kertjének igazgatója volt (1981-től adjunktusi, majd 1984-től docensi beosztásban). 2005-ben nyugdíjba vonult. 2005–2012 között a Füvészkert nyugállományú alkalmazottjaként botanikusként dolgozott, 2012-től pedig önkéntesként.

## Fő kutatási területek
Flóra- és vegetációkutatás: flóra- és élőhely térképezés, valamint biodiverzitás vizsgálatok, középhegységi erdők és xeroterm gyepek fitocönológiai kutatása.
1976-ban fontos szerepet vállalt a Vértesi és a Zselici Tájvédelmi Körzetek kialakításában.
Az OKTH-tól elnyert támogatás (1987–1990) lehetővé tette, hogy a Füvészkertben elkezdjék védett és veszélyeztetett növényfajok mesterséges szaporítását, állományaik visszatelepítési célú fenntartását.
Együttműködés az Erdészeti Egyetem Erdő-telepítéstani Tanszékével hársas génrezervátumok kialakítása, és azok botanikai felmérése céljából, a Vértes, Zselic és a Pilis-hegységben.
Részvétel az országos élőhely-térképezési programban (MÉTA) 2000-2004 között.
Kutatási területe az ország növénytársulásainak vizsgálata volt. Szívügye volt a tudományos ismeretterjesztés. Nyugdíjba menetele után fontos szerepet vállalt a Füvészkert 250 éves történeti anyagának rendezésében, feldolgozásában és a jubileumi album megírásában.

## Oktatási tevékenység
Az ELTE biológus és biológia-kémia tanár szakosok részére növényrendszertani gyakorlatok 1964-1980 között. Biológus hallgatóknak: „Életföldrajz”, ill. „Biogeográfia” 2010-ig, valamint később „Botanikus kerti növényismeret” és „A magashegységek flórája és vegetációja” című választható tárgyak oktatása.
Az ELTE TTK szervezésében folyó posztgraduális környezetvédelmi tanártovábbképzés keretében „növényföldrajz” oktatása.
1992–1995 között a Budapesti Műszaki és Gazdaságtudományi Egyetem Vegyészmérnöki Karán a környezetvédelmi szaküzemmérnök (mérnök-biológus) hallgatók számára biológia-ökológia című tárgy tanítása.
Botanikai terepgyakorlatok vezetése (Közép-Ázsia, Grúzia, Szibéria, ill. Alpok, K- és D-Kárpátok) összesen 14 alkalommal 1972-1977, ill. 1990-2004 között.

## Részvétel hazai és nemzetközi fórumok munkájában
1992–2002 között a Magyar Arborétumok és Botanikus Kertek Szövetségének vezetőségi tagja volt.
A Füvészkerttel 1997-ben belép a Botanical Gardens Conservation International (BGCI) nemzetközi botanikus kerti szervezetbe.
2005–2014 között a Magyar Biológiai Társaság (MBT) Botanikai Szakosztályának elnöke volt.
2005–2019 között „A Füvészkertért” Alapítvány kuratóriumának elnöke volt.

## Folyóirat szerkesztés, szerkesztőbizottsági tagság
1974–1980 között a Magyar Biológiai Társaság lapjának, a Botanikai Közlemények szerkesztője, 1981–1996 között szerkesztőbizottsági tagja, 1997–2014 között szerkesztője volt Szigeti Zoltánnal.
1983-1990 között az Egyetemi Annales biológiai szekciójának – az Annales Univ. Sci. Bpest., Sectio Biologica technikai szerkesztője

## Családja
Szülei: Isépy István jogász és Kovácsy Margit voltak. 1970-ben feleségül vette Horváth Veronikát, aki két évvel István után végzett az Eötvös Loránd Tudományegyetem biológia–földrajz tanári szakán. Két gyermekük született: Tamás és Anett. Közös életüket Alcsútdobozon kezdték, ahol felesége a helyi iskolában kapott állást.

## Publikációi
Publikációinak részletes listája a Botanikai közlemények Emlékezés Isépy István flóra- és vegetációkutatóra című cikkében  olvasható.
fontosabb publikációi:
- Isépy I. 1974: Javaslat tájvédelmi körzet létrehozására a Vértes-hegységben. Botanikai szakvélemény. Kézirat. Országos Környezet- és Természetvédelmi Hivatal.
- Isépy I. 1975: A növények életjelenségei. A növények rendszerezése. A Föld növénytakarója. In: Láng F. (szerk.) Biológiai Stúdium. Tankönyvkiadó, Budapest, pp. 75–128.
- Isépy I., Póka M. 1975: Botanikai, geológiai tanösvény a csákvári Haraszt-hegyen. Országos Környezet- és Természetvédelmi Hivatal kiadványa, Budapest.
- Isépy I. 1976: Javaslat tájvédelmi körzet létrehozására a Zselicségben. Botanikai szakvélemény. Kézirat. Országos Környezet- és Természetvédelmi Hivatal.
- Isépy I., Gyurkó G. 1978: Gyógynövények. Búvár Zsebkönyvek. Móra Kiadó, Budapest, 64 pp.
- Isépy I. 1980: A Vértes-hegység erdeinek kvantitatív cönológiai jellemzése. Kandidátusi értekezés. Magyar Tudományos Akadémia, Budapest. Kézirat. 132 pp. + XXVII melléklet.
- Isépy I., Kiss F., Szabó L. V. 1982: A Vértes természeti értékei. Országos Környezet- és Természetvédelmi Hivatal, Budapest. 55 pp.
- Isépy I. 1983: Német nyelvű nevek. In: Priszter Sz. (szerk.) Arbores Fructicesque Europae – Vocabularium Octo Linguis Redactum. Európa fái és cserjéi – Nyolcnyelvű szótár. Akadémiai Kiadó, Budapest, 300 pp.
- Priszter Sz., Isépy I. 1990: Séta a Füvészkertben. ELTE, Budapest, 24 pp.
- Isépy I. 1993: Hazai védett növények címszavai. In: Láng I. (főszerk.) Környezetvédelmi lexikon I–II. Akadémiai Kiadó, Budapest, 527 pp., 483 pp.
- Isépy I., Susa Á. 2001: Füvészkert – Botanical Garden. CD-ROM.
- Isépy I. (szerk.) 2014: Az Eötvös Loránd Tudományegyetem Füvészkert élőnövény-gyűjteménye 2012. ELTE Füvészkert, Budapest, 308 pp.
- Isépy I. 2021: Egy fejezet az ELTE Botanikus Kert történetéből. (A Füvészkert, mint a TTK tanszéki jogú önálló egysége, 1966–2002.) Botanikai Közlemények 108(2): 186–188.
- Isépy I., Papp L., †Priszter Sz. 2021: Az ELTE Füvészkert története az alapítás 250. évfordulójára. Eötvös Loránd Tudományegyetem, Budapest. 223 pp. (szerkesztette Papp L.)
- Isépy I., Papp L., Szabó-Szöllősi T., Szentpéteri E., Vass E. 2021: Füvészkerti útikalauz. Séta a természetben. Pauker Holding Kft ., Budapest, 288 pp. (szerkesztette Papp L.)

## Díjai
- Nívódíj a Biológiai stúdium című könyv társszerzőjeként (1976)
- Akadémiai Díj (1982)
- Pro Natura díj (2011)
- Gorka Sándor-díj (2015)
- Borbás emlékplakett (2015)
- Gelei József-emlékérem (2019)
- A Magyar Érdemrend lovagkeresztje (2021)